# Molozonure

Structure général des molozonures.

Un molozonure (de molonozide issu de molecular ozonide en anglais) est un 1,2,3-trioxolane qui peut être vu aussi comme un dialkyl trioxidane cyclique. Un molozonure est formé par cycloaddition d'ozone sur un alcène lors d'une ozonolyse comme un produit intermédiaire qui se réarrange rapidement en un ozonure, (1,2,4-trioxolane), le composé relativement stable généré immédiatement avant usage pour former par clivage réducteur ou oxydant des alcools, des composés carbonyl ou des dérivés de ceux-ci :